# Maierwald
Maierwald ist ein Ortsteil der oberbayerischen Gemeinde Eurasburg im Landkreis Bad Tölz-Wolfratshausen. Der Weiler liegt circa zwei Kilometer südwestlich von Beuerberg.

## Baudenkmäler
Siehe auch: Liste der Baudenkmäler in Maierwald
- Hofkapelle